# Can Surell
Can Surell és un edifici del municipi de la Garriga (Vallès Oriental) inclòs en l'Inventari del Patrimoni Arquitectònic de Catalunya.

## Descripció
És un habitatge unifamiliar entre parets mitgeres. Consta de planta baixa i pis. El portal d'entrada és d'arc de mig punt adovellat i a la clau hi ha finestra de pedra amb muntants treballats i llinda d'una pesa, protegida per un guardapols. El ràfec de la coberta és amb imbricació de teules. Amb la restauració s'esgrafià la façana amb dibuixos romboïdals.
Originàriament, Can Surell estava edificat al costat de la capella de Balneari Blancafort -ja desapareguda- i de la qual hi ha un reproducció al poble espanyol de Montjuïc.